# Leichtathletik-Europameisterschaften 1950/800 m der Männer

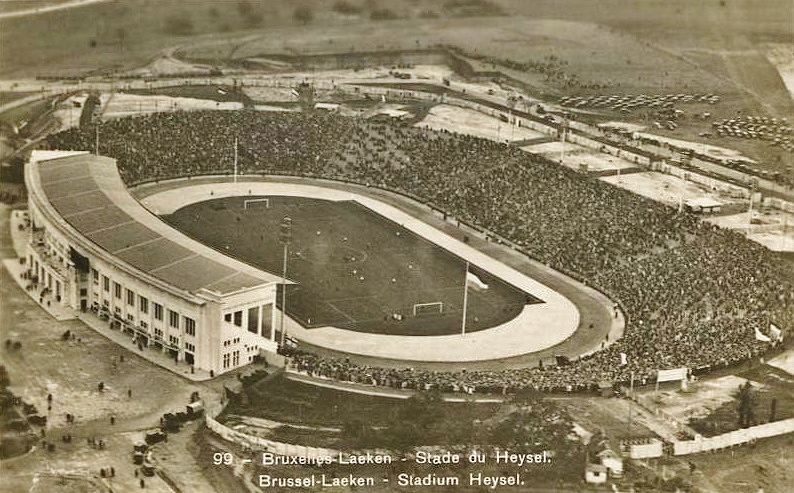
Das Brüsseler Heysel-Stadion in einer Luftaufnahme von 1935

Der 800-Meter-Lauf der Männer bei den Leichtathletik-Europameisterschaften 1950 wurde am 23. und 26. August 1950 im Heysel-Stadion der belgischen Hauptstadt Brüssel ausgetragen.
In diesem Wettbewerb gab es mit Gold und Bronze zwei Medaillen für Großbritannien. Europameister wurde John Parlett. Er siegte vor dem Franzosen Marcel Hansenne. Bronze ging an Roger Bannister.

## Rekorde

### Bestehende Rekorde
| Weltrekord           | 1:46,6 min | Rudolf Harbig | Mailand, Italien     | 15. Juli 1939     |
| Europarekord         | 1:46,6 min | Rudolf Harbig | Mailand, Italien     | 15. Juli 1939     |
| Meisterschaftsrekord | 1:50,6 min | Rudolf Harbig | EM Paris, Frankreich | 4. September 1938 |

### Rekordverbesserung
Der britische Europameister John Parlett verbesserte den bestehenden EM-Rekord im Finale am 26. August um eine Zehntelsekunde auf 1:50,5 Minuten. Den Europa-, gleichzeitig Weltrekord, verfehlte er damit um 3,9 Sekunden.

## Vorrunde
23. August 1950, 19.00 Uhr
Die Vorrunde wurde in drei Läufen durchgeführt. Die ersten drei Athleten pro Lauf – hellblau unterlegt – qualifizierten sich für das Finale.

### Vorlauf 1
| Platz | Name                  | Nation           | Zeit (min) |
| ----- | --------------------- | ---------------- | ---------- |
| 1     | Audun Boysen          | Norwegen         | 1:51,2     |
| 2     | Ingvar Bengtsson      | Schweden         | 1:51,5     |
| 3     | Josy Barthel          | Luxemburg        | 1:51,7     |
| 4     | Václav Aim            | Tschechoslowakei | 1:53,0     |
| 5     | Gennadiy Modoy        | Sowjetunion      | 1:53,1     |
| 6     | Magnús Jónsson        | Island           | 1:56,2     |
| 7     | Telemachos Kanellidis | Griechenland     | 1:59,1     |

### Vorlauf 2
| Platz | Name            | Nation         | Zeit (min) |
| ----- | --------------- | -------------- | ---------- |
| 1     | Marcel Hansenne | Frankreich     | 1:50,8     |
| 2     | Olle Lindén     | Schweden       | 1:50.9     |
| 3     | John Parlett    | Großbritannien | 1:51,9     |
| 4     | Alfred Langenus | Belgien        | 1:53,3     |
| 5     | Aldo Fracassi   | Italien        | 1:55,3     |
| 6     | Pétur Einarsson | Island         | 1:56,7     |

### Vorlauf 3
| Platz | Name               | Nation         | Zeit (min) |
| ----- | ------------------ | -------------- | ---------- |
| 1     | Roger Bannister    | Großbritannien | 1:53,8     |
| 2     | Michel Clare       | Frankreich     | 1:53,8     |
| 3     | Joseph Brys        | Belgien        | 1:54,1     |
| 4     | Matija Hanc        | Jugoslawien    | 1:55,3     |
| 5     | Loukas Adamopoulos | Griechenland   | 1:57,5     |

## Finale

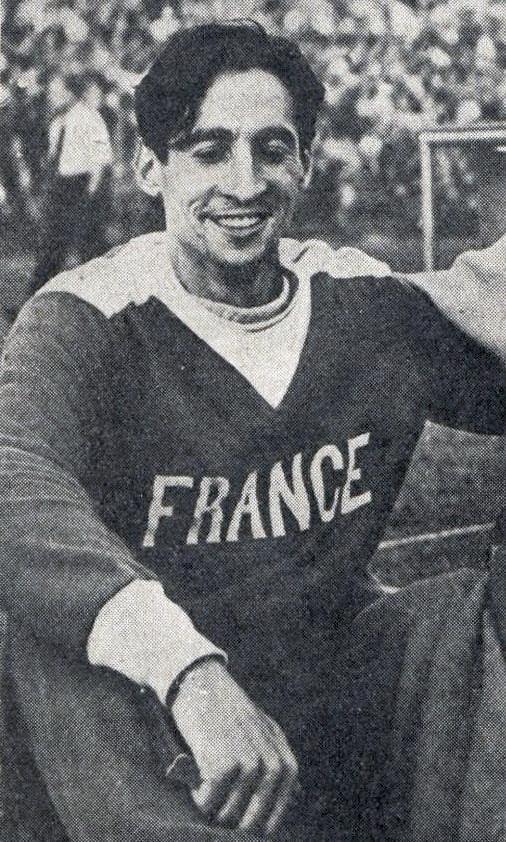
Vizeeuropameister Marcel Hansenne
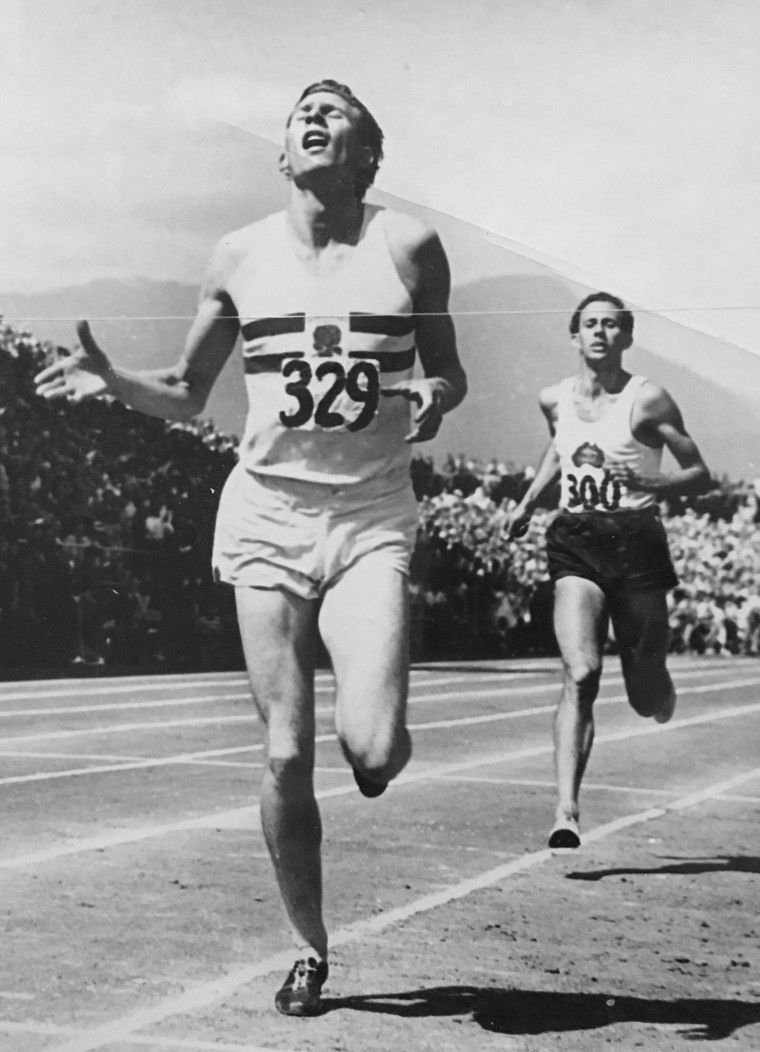
Bronzemedaillengewinner Roger Bannister wurde vor allem bekannt, nachdem er 1954 als erster Läufer auf der englischen Meile (1609 m) die Vier-Minuten-Marke unterboten hatte
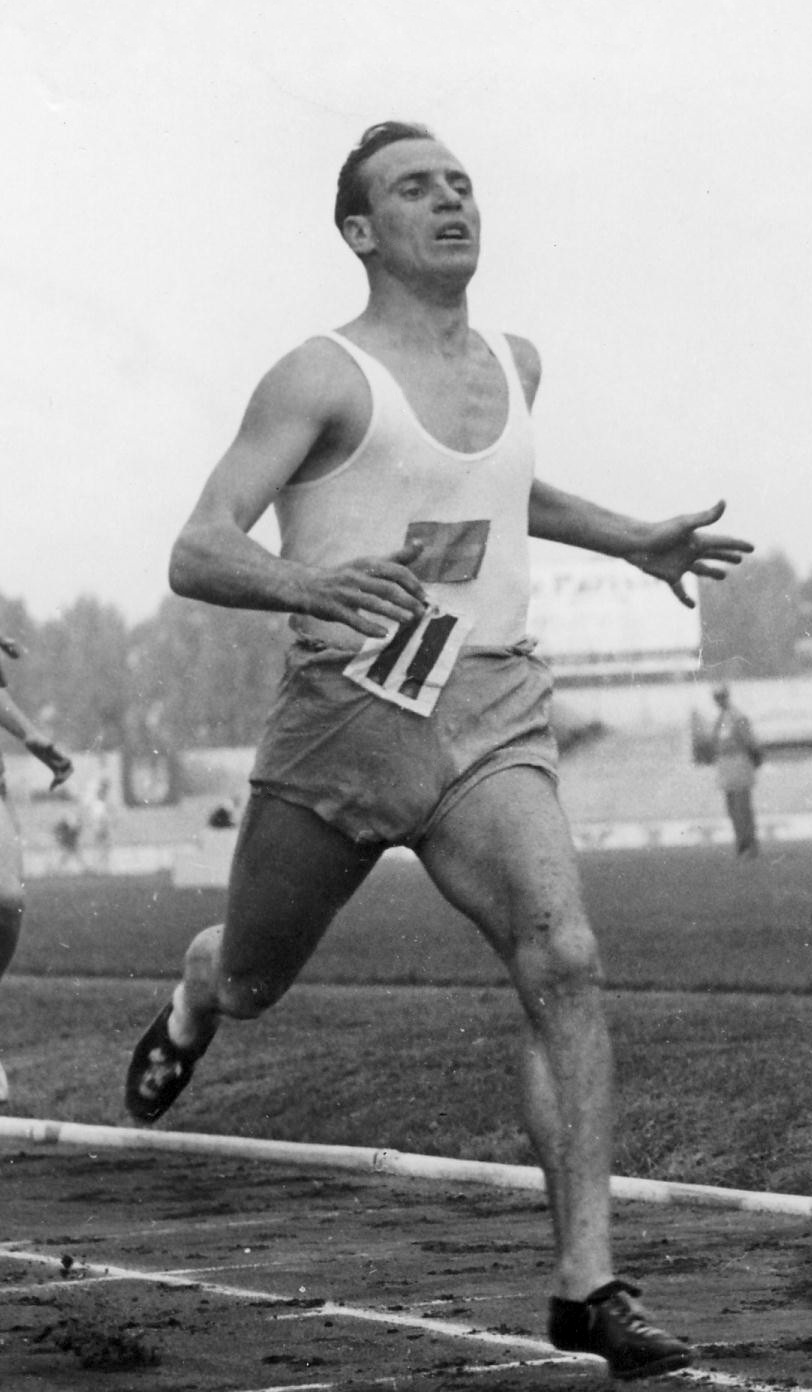
Ingvar Bengtsson kam auf den vierten Platz
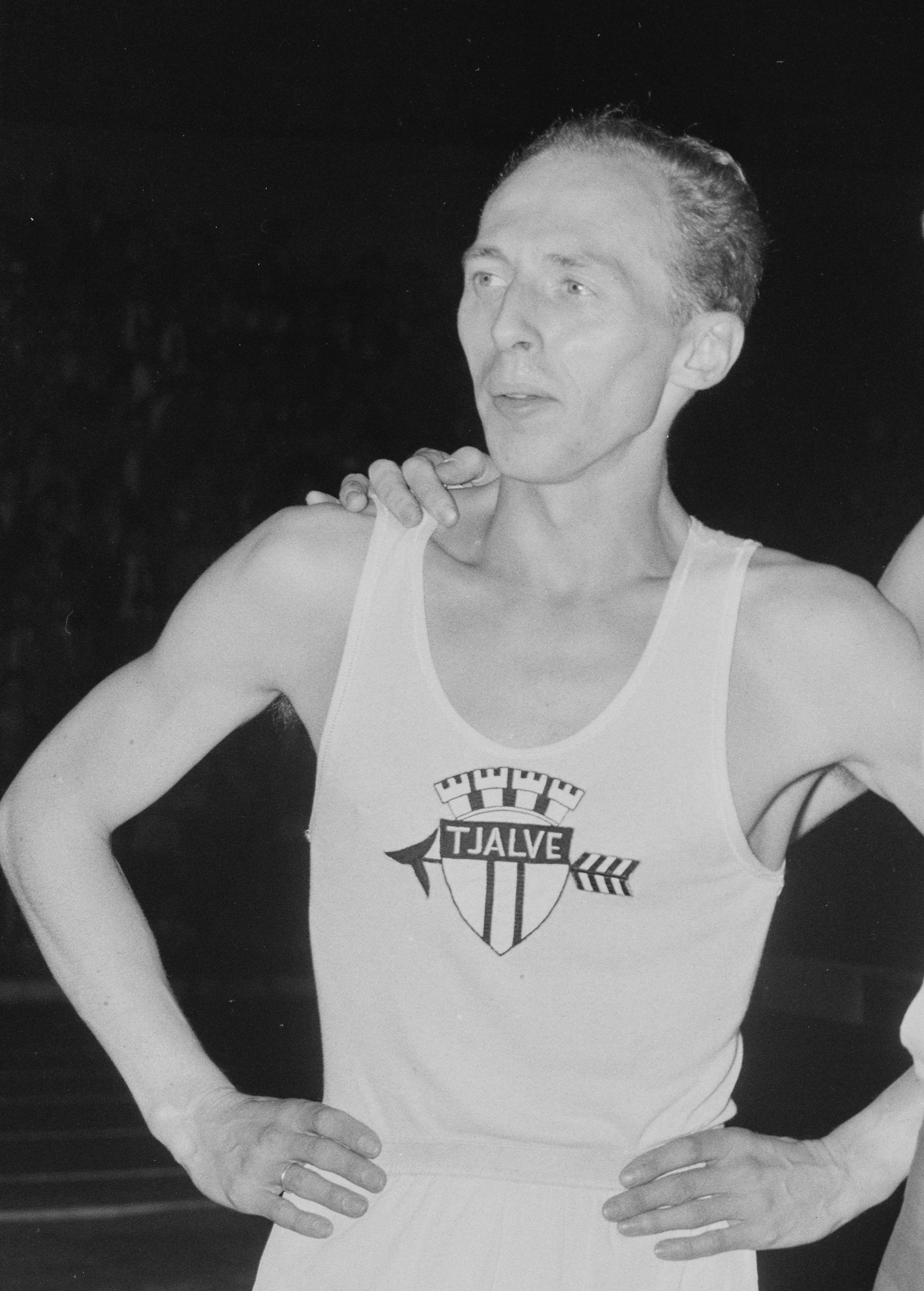
Audun Boysen belegte Rang fünf

26. August 1950
| Platz | Name             | Nation         | Zeit (min) |
| ----- | ---------------- | -------------- | ---------- |
| 1     | John Parlett     | Großbritannien | 1:50,5 CR  |
| 2     | Marcel Hansenne  | Frankreich     | 1:50,7     |
| 3     | Roger Bannister  | Großbritannien | 1:50,7     |
| 4     | Ingvar Bengtsson | Schweden       | 1:51,2     |
| 5     | Audun Boysen     | Norwegen       | 1:51,4     |
| 6     | Michel Clare     | Frankreich     | 1:51,6     |
| 7     | Olle Lindén      | Schweden       | 1:52,3     |
| 8     | Joseph Brys      | Belgien        | 1:54,0     |
| 9     | Josy Barthel     | Luxemburg      | 1:58,8     |